# Frank A. Banuscher
 Frank A. Banuscher (* 9. Februar 1932; † 12. Oktober 2008) war ein deutscher Kameramann und Preisträger der Goldenen Kamera.

## Wirken
Frank Banuscher arbeitete beim Norddeutschen Rundfunk als leitender Kameramann. Das breitgefächerte Spektrum seiner Arbeit reichte von Aufnahmen für kurze regionale Beiträge bis hin zu Dokumentarfilmen, Fernsehserien und Spielfilmen. Am bekanntesten wurde er durch seine Aufnahmen zu dem 18-minütigen Sketch Dinner for One, obwohl sein Name auf dem Nachspann nicht auftauchte. Nachdem der Sketch in vielen Ländern zum großen Publikumserfolg geriet und im Fernsehen alljährlich zu Silvester wiederholt wurde, befragten viele Journalisten Banuscher zur Entstehung des Kultfilmchens.
Banuscher arbeitete mit bekannten Regisseuren zusammen, etwa mit Fritz Kortner (Die Sendung der Lysistrata), Rolf Hädrich (Backfischliebe), Dietrich Haugk (Sonderdezernat K1), Theo Mezger (10 Folgen Schwarz Rot Gold), John Olden, Jürgen Roland (Tatorte), Niels-Peter Rudolph (Amphitrion) und Claus Peter Witt (Die Dämonen). Ein Jahr lang nahm Banuscher gemeinsam mit dem Auslandskorrespondenten Hans Walter Berg die Gesichter Asiens auf. Adelsexperte Rolf Seelmann-Eggebert und Regisseur István Bury ließen sich von Banuscher royale Hoheiten und Königsschlösser ins Bild setzen.
Vor seiner Kamera agierten Stars von Lale Andersen über Romy Schneider bis Inge Meysel, von Manfred Krug und Diether Krebs bis zu Christoph Bantzer. 1989 erhielt er für sein Lebenswerk die Auszeichnung Goldene Kamera.
Frank Banuscher war mit der Bild-Kolumnistin Doris Banuscher verheiratet. Er starb im Oktober 2008 im Alter von 76 Jahren.

## Filmografie (Auswahl)
- 1959: Kabale und Liebe (Fernsehfilm)
- 1961: Die Sendung der Lysistrata (Fernsehfilm)
- 1963: Dinner for One
- 1965: Die Unverbesserlichen (Fernsehserie, eine Folge)
- 1968: Einer fehlt beim Kurkonzert
- 1969–1973: Dem Täter auf der Spur (Fernsehserie, zehn Folgen)
- 1971: Tatort – Der Richter in Weiss
- 1974: Tatort – Kneipenbekanntschaft
- 1975: Tatort – Mordgedanken
- 1976: Tatort – ...und dann ist Zahltag
- 1979: Tatort – Alles umsonst
- 1980: Tatort – Streifschuß
- 1982: Sonderdezernat K1 (Fernsehserie, zwei Folgen)
- 1984: Tatort – Haie vor Helgoland
- 1985: Tatort – Baranskis Geschäft
- 1988: Schwarz Rot Gold – Schwarzer Kaffee (Fernsehserie)
- 1990: Schwarz Rot Gold – Hammelsprung
- 1991: Schwarz Rot Gold – Schmutziges Gold
- 1991: Schwarz Rot Gold – Stoff
- 1993: Schwarz Rot Gold – Der Rubel rollt
- 1993: Schwarz Rot Gold – Made in Germany
- 1993: Schwarz Rot Gold – Mafia polska
- 1994: Schwarz Rot Gold – Mission in Hongkong
- 1995: Schwarz Rot Gold – Geld stinkt
- 1996: Schwarz Rot Gold – Im Sumpf